# 庫里利夫卡 (赫梅利尼茨基州)
49°35′7″N 26°18′43″E / 49.58528°N 26.31194°E
庫里利夫卡（羅馬化：Kurylivka）是位於烏克蘭西部的村莊，由赫梅利尼茨基州裡赫梅利尼茨基區的沃洛奇斯克市鎮負責管轄。該村面積2.78平方公里，海拔高度300米，2001年人口653，人口密度每平方公里234.9人。